# Baixa da Banheira e Vale da Amoreira
Baixa da Banheira e Vale da Amoreira (oficialmente, União das Freguesias de Baixa da Banheira e Vale da Amoreira) é uma freguesia portuguesa do município de Moita, com 8,46 km² de área e 30 089 habitantes (censo de 2021). A sua densidade populacional é 3 556,6 hab./km².

## História
Foi criada aquando da reorganização administrativa de 2012/2013, resultando da agregação das antigas freguesias de Baixa da Banheira e Vale da Amoreira:

## Demografia
A população registada nos censos foi:
| Distribuição da População por Grupos Etários | Distribuição da População por Grupos Etários | Distribuição da População por Grupos Etários | Distribuição da População por Grupos Etários | Distribuição da População por Grupos Etários | Distribuição da População por Grupos Etários |
| -------------------------------------------- | -------------------------------------------- | -------------------------------------------- | -------------------------------------------- | -------------------------------------------- | -------------------------------------------- |
| Antes da agregação                           |                                              |                                              |                                              |                                              |                                              |
| Ano                                          | 0-14 anos                                    | 15-24 anos                                   | 25-64 anos                                   | >= 65 anos                                   | Total                                        |
| 2001                                         | 6272                                         | 5767                                         | 19851                                        | 4182                                         | 36072                                        |
| 2011                                         | 4762                                         | 3916                                         | 16951                                        | 5320                                         | 30949                                        |
| Após a agregação                             |                                              |                                              |                                              |                                              |                                              |
| Ano                                          | 0-14 anos                                    | 15-24 anos                                   | 25-64 anos                                   | >= 65 anos                                   | Total                                        |
| 2021                                         | 4269                                         | 3455                                         | 15298                                        | 7067                                         | 30089                                        |